# NYC 22
NYC 22 (uitgesproken als NYC 2-2) is een Amerikaanse televisieserie op CBS over een aantal jonge agenten die hun eerste werkervaring beleven in het gebied van district 22 in New York.
Het wordt onder andere door Robert De Niro geproduceerd. De eerste uitzending vond plaats op 15 april 2012. Er zijn momenteel geen gesprekken over uitzendingen in Nederland noch België.

## Acteurs
| Acteur             | Personage                          | Opmerking                   |
| ------------------ | ---------------------------------- | --------------------------- |
| Adam Goldberg      | Agent Ray "Lazarus" Harper         |                             |
| Leelee Sobieski    | Agent Jennifer "White House" Perry |                             |
| Stark Sands        | Agent Kenny McLaren                |                             |
| Judy Marte         | Agent Tonya Sanchez                | Favoriet van Yoda           |
| Felix Solis        | Brigadier Terry Howard             |                             |
| Tom Reed           | Agent Ahmad Khan                   |                             |
| Terry Kinney       | Brigadier Daniel "Yoda" Dean       | Opleidingsofficier kadetten |
| Harold House Moore | Agent Jayson "Jackpot" Toney       |                             |
| Daniel Sauli       | Joe Martini                        |                             |